# Tomáš Rosický
Tomáš Rosický (wym. [ˈtomaːʃ ˈrosɪtskiː]; ur. 4 października 1980 w Pradze) – czeski piłkarz, który występował na pozycji pomocnika.
Karierę piłkarską rozpoczynał w roku 1986 w juniorskiej drużynie ČKD Kompresory Praga. Dwa lata później dołączył do szkółki piłkarskiej Sparty Praga, gdzie w roku 1998 został włączony do pierwszej drużyny. W stolicy Czech grał przez trzy lata, po czym przeszedł do niemieckiej Borussii Dortmund. W czasie pięciu lat gry w tym zespole wystąpił tam w stu czterdziestu dziewięciu ligowych spotkaniach, strzelając w nich dziewiętnaście bramek. Następnie, w maju 2006 roku przeszedł do Arsenalu. W 2016 powrócił do Sparty Praga, w barwach której rok później zakończył karierę piłkarską.
W reprezentacji Czech wystąpił osiemdziesiąt siedem razy oraz strzelił dziewiętnaście goli. Zadebiutował w niej w roku 2000. Wcześniej występował w kadrze U-15, U-16, U-17, U-18 i U-21. Wraz z kadrą seniorską był na Euro 2000, Euro 2004, Mistrzostwach Świata 2006, Euro 2012 i Euro 2016.

## Kariera klubowa

### Początki
Rosický urodził się w stolicy Czech, Pradze. Swoją karierę piłkarską rozpoczął w roku 1986 w juniorskim zespole miejscowego ČKD Kompresory Praga. Miał wówczas sześć lat. Następnie, w wieku ośmiu lat przeszedł do szkółki piłkarskiej innego klubu ze stolicy Czech, Sparty Praga. W roku 1998 został włączony do pierwszej drużyny tego klubu. Występował tam do roku 2001. W każdym z trzech sezonów tam spędzonych zostawał Mistrzem Czech. W tym czasie wystąpił w czterdziestu jeden ligowych spotkaniach oraz strzelił w nich osiem bramek.

### Borussia Dortmund
1 stycznia 2001 roku podpisał kontrakt z Borussią Dortmund na kwotę osiemnastu milionów funtów, przez co pobił rekord Bundesligi. W pierwszym sezonie nie wystąpił w ani jednym meczu. W pierwszym zespole zadebiutował 11 lipca w spotkaniu Pucharu ligi z SC Freiburg. W lidze pierwszy występ zaliczył 28 lipca, kiedy to zagrał w meczu z 1. FC Nürnberg. Pierwszą bramkę dla zespołu zdobył w wygranym 4:0 ligowym meczu z VfL Wolfsburg. W tym sezonie wraz z Borussią został Mistrzem Niemiec oraz doszedł do finału Pucharu UEFA, w którym jego drużyna przegrała 3:2 z Feyenoordem. Rosický zagrał od pierwszej minuty tego spotkania oraz w sześćdziesiątej szóstej minucie otrzymał żółtą kartkę. Sezon ten zakończył z dwudziestoma czterema ligowymi występami oraz ośmioma w pucharach europejskich. W dwóch pierwszych latach gry w Niemczech został dwa razy wybrany najlepszym piłkarzem Czech. W następnych sezonach spędzonych w Borussii nie osiągnął większych sukcesów. W Niemczech grał do roku 2006. W tym czasie wystąpił tam w stu czterdziestu dziewięciu ligowych meczach oraz strzelił w nich dziewiętnaście bramek.

### Arsenal
Do drużyny Arsenalu Rosický przeszedł 23 maja 2006 roku za kwotę sześciu milionów i ośmiuset tysięcy funtów. Otrzymał koszulkę z numerem siedem, którą wcześniej nosił Robert Pirès. W nowej ekipie zadebiutował 8 sierpnia w spotkaniu trzeciej rundy eliminacji Ligi Mistrzów z Dinamem Zagrzeb wygranym przez Arsenal 3:0. W Premier League pierwszy występ zaliczył 28 sierpnia, kiedy to zagrał w przegranym 1:0 wyjazdowym spotkaniu z Manchesterem City. Pierwszego gola dla zespołu zdobył 13 września w meczu z Hamburger SV. Pierwszą żółtą kartkę otrzymał natomiast 26 września w meczu z FC Porto. W tym sezonie doszedł również do finału Pucharu Ligi Angielskiej, w którym Arsenal przegrał 2:1 z Chelsea. Sam Rosický w tym spotkaniu nie wystąpił. W roku 2006 był również jednym z kandydatów do tytułu Piłkarza Roku według FIFA. Ostatecznie nagrodę tę otrzymał Fabio Cannavaro. Debiutancki sezon zakończył z dwudziestoma sześcioma ligowymi występami, w których zdobył trzy bramki, pięcioma pucharowymi oraz sześcioma w europejskich pucharach.
Następny sezon rozpoczął grając na lewej stronie pomocy. 29 sierpnia w meczu z jego byłym klubem, Spartą Praga zdobył swoją pierwszą bramkę w nowym sezonie. Pierwszego gola w lidze zdobył natomiast 2 września w spotkaniu z Portsmouth. W tych rozgrywkach zdobył jeszcze pięć bramek: w meczach z Boltonem Wanderers, Wiganem Athletic, Middlesbrough, Evertonem oraz Fulhamem. W tym sezonie wystąpił w tylko osiemnastu ligowych meczach, jednym pucharowym oraz pięcioma w pucharach europejskich. W roku 2007 został po raz trzeci Czeskim Piłkarzem Roku. W sezonie 2008/09 nie wystąpił jeszcze w żadnym spotkaniu z powodu kontuzji, którą odniósł w styczniu 2008. W listopadzie przeszedł operację, dzięki której będzie mógł grać na początku roku 2009. Arsène Wenger powiedział, że Rosický nie pojawi się na boisku do marca.

Rosicky wraca do nas 17 grudnia i wówczas rozpoczniemy zajęcia, które pozwolą na odzyskanie przez niego pełnej sprawności. Nie sądzę, żeby było to wcześniej niż w marcu.

W kwietniu 2009 roku agent Czecha powiedział, że Rosický do gry powróci w sezonie 2009/2010. Na boisko powrócił 12 września 2009 roku, kiedy to zagrał w ligowym meczu z Manchesterem City. W spotkaniu tym zdobył również bramkę.

## Kariera reprezentacyjna
W reprezentacji swojego kraju zadebiutował w 23 lutego 2000 roku w meczu z Irlandią. Wcześniej, w latach 90. występował w kadrze U-15, U-16, U-17, U-18 oraz U-21. W tym samym roku Jozef Chovanec powołał go do kadry na Euro 2000. Na tym turnieju Czechy nie awansowały do fazy pucharowej zajmując w grupie D trzecią lokatę a on sam zagrał w dwóch meczach. 6 października 2001 roku w meczu eliminacji do Mundialu 2002 z Bułgarią zdobył swoje pierwsze dwie bramki w reprezentacji. Czechy jednak nie zakwalifikowały się na tę imprezę. Następną wielką imprezą w jego karierze były Euro 2004, na których Czechy dotarły do półfinału, w którym przegrały z późniejszymi mistrzami Europy, Grecją. Sam Rosický wystąpił w czterech spotkaniach. Rosický został powołany także jako kapitan zespołu na odbywający się w Niemczech Mundial. Na tej imprezie Czechy zajęły trzecie miejsce w grupie E a on sam zagrał we wszystkich trzech spotkaniach. Z powodu kontuzji na Euro 2008 nie pojechał. Dotychczas w barwach narodowych wystąpił sto pięć razy oraz strzelił dwadzieścia trzy bramki.

## Sukcesy

### Sparta Praga
- Mistrzostwo Czech: 1998/99, 1999/2000

### Borussia Dortmund
- Mistrzostwo Niemiec: 2001/02

### Arsenal
- Puchar Anglii: 2013/14, 2014/15
- Tarcza Wspólnoty: 2014

### Indywidualne
- Czeski Piłkarz Roku: 2001, 2002, 2006
- Czeska Złota Piłka: 2002
- Czeski Talent Roku: 1999
- Najlepszy piłkarz Arsenalu miesiąca: marzec 2012, kwiecień 2012, marzec 2014